# 横浜市立小山台中学校
横浜市立小山台中学校（よこはましりつ こやまだいちゅうがっこう）は、神奈川県横浜市栄区小山台にある横浜市立中学校である。

## 学校教育目標
「未来をたくましく生きる力を育てます」
- 自立
- 協働
- 挑戦

## 沿革
- 1983年（昭和58年）4月 - 横浜市立本郷中学校より分かれ、開校。
- 1984年（昭和59年）2月 - 校章、校旗、校歌、標準服を制定。
- 1987年（昭和62年）10月24日 - 創立5周年記念事業
- 1992年（平成4年）11月7日 - 創立10周年記念事業
- 2002年（平成14年）11月16日 - 創立20周年記念事業
- 2012年（平成24年）11月10日 - 創立30周年記念事業

## 部活動
- 運動部
  - サッカー部
  - バスケットボール部
  - ソフトテニス部
  - 剣道部
  - バレーボール部
  - 野球部(2025年度から新規入部生の受付は終了しました)
- 文化部
  - 吹奏楽部
  - 美術部
  - 模型・イラスト部